# 切切尔斯克
切切尔斯克（羅馬化：Čačersk，發音：[tʂaˈtʂɛrsk]，羅馬化：Chechersk）是白俄罗斯东南部戈梅利州切切爾斯克區内的城市及该区的行政中心。该市位于索日河畔，距离州府戈梅利67公里，2023年人口数量为8,885人。

## 历史
关于该镇的第一次书面记载可以追溯到1159年。
1569年，该镇隶属于波蘭立陶宛聯邦。
1772年，该镇隶属于俄罗斯帝国。1774年，当地的总督建造了市政厅、一座圣显圣容教堂、剧院、两家医院和其它著名建筑。
1919年至1926年，该镇曾隶属于俄罗斯苏维埃联邦社会主义共和国戈梅利省。1926年12月，该镇被划归白俄罗斯苏维埃社会主义共和国。
1938年9月27日，切切尔斯克升格为市级镇。
1941年，在巴巴羅薩行動中，该镇被納粹德國占领并在当地建立了犹太人集中营，而当地的罗姆人连同犹太人一同被杀害。
1971年，该镇获得了城市地位。